# بيتر هانسفورد
بيتر هانسفورد (بالإنجليزية: Peter Hansford)‏ مهندس مدني إنجليزي، وهو الرئيس ال146 لمعهد المهندسين المدنيين في الفترة ما بين 2010 إلى 2011، وعمل كاستشاري بناء وتشييد لدى الحكومة البريطانيّة في نوفمبر 2012.

## مسيرته العلميّة
درس هانسفورد الهندسة المدنيّة في جامعة نوتنجهام، ثمّ عمل في عدة شركات منها إيمي رود ستون كوسنتركشن (بالإنجليزية: Amey Roadstone Construction)‏. وانضم لاحقًا إلى مجموعة نيكولز ليعمل كمدير هندسيّ لمشاريع توسعة القطارات الخفيفة لمدينتيّ لندن ودوكلاندز. كما أنه يحمل شهادة ماجستير في إدارة الأعمال من جامعة كرانفايلد. 